# Маринович Микола
Микола Маринович (21 грудня 1861, с. Ішків, нині Козівський район, Тернопільська область — 1944, с. Оселя, Яворівський район, Львівська область) — український військовий діяч, начальник Генерального штабу Української Галицької Армії.

## Життєпис
Микола Маринович народився 21 грудня 1861 року в селі Ішків (Королівство Галичини та Володимирії, Австрійська імперія, нині Козівського району Тернопільської області, Україна) в родині народного вчителя.
Навчався у гімназії при монастирі оо. Василіян у Бучачі, гімназії в Тернополі, згодом закінчив Віденську Офіцерську школу і Австрійську Військову академію. До Першої світової війни служив комендантом (або просто служив) Тернополя, Золочева, Коломиї, Стрия.
У роки Першої світової війни командир 30-го піхотного полку на російському фронті. У 1916 році отримав важке поранення, з того часу на пенсії.
Після проголошення ЗУНР вступає до Української Галицької Армії. 3 листопада 1918 року полковник Микола Маринович обійняв посаду військового коменданта Львова: 
| Військовий командант пол. маршал Пфефер заявляє в присутности свого заступника, генерал-майора Крамаржа, свого шефа Генерального штабу полковника Амброза, його заступника підполковника Гофмана, що передає військову команду (Militärkommando) полковникові в стані спочинку Миколі Мариновичеви, визначеному Українською Національною Радою наслідникові, з нинішнім днем |
8 листопада 1918 року звернувся з листом до повітових управ ЗУНР, в якому пропонував створювати Запасні команди, до яких набирати громадян 1895—1897 років народження, також брати на облік всіх здорових чоловіків віком 17—35 років.
Начальник Генерального штабу УГА, учасник польсько-української війни 1918—1919 років. Із УГА перейшов за річку Збруч, перебував до 1920 року.
Мешкав у селі Селиська (тепер Оселя Яворівського району Львівської області). Брав участь у діяльності ветеранських організацій УСС-УГА, був головою місцевої читальні «Просвіти».
Під час німецько-радянської війни 1941—1945 років перебував у Галичі, де навесні 1944 року закатований радянськими партизанами з'єднання партизанських загонів під командуванням генерал-майора М. І. Наумова.

## Вшанування пам'яті
У селищі Козова, на Тернопільщині начесть Миколи Мариновича названа вулиця.
На фасаді будівлі Військової комендатури Львівського гарнізону, у якій в листопаді 1918 року працював полковник Микола Маринович — перший військовий комендант Львова, 2003 року встановлено пам'ятну таблицю (скульптор Іван Самотос).

## Галерея

Меморіальна таблиця на фасаді будинку військової комендатури на площі Соборній, 6 у Львові
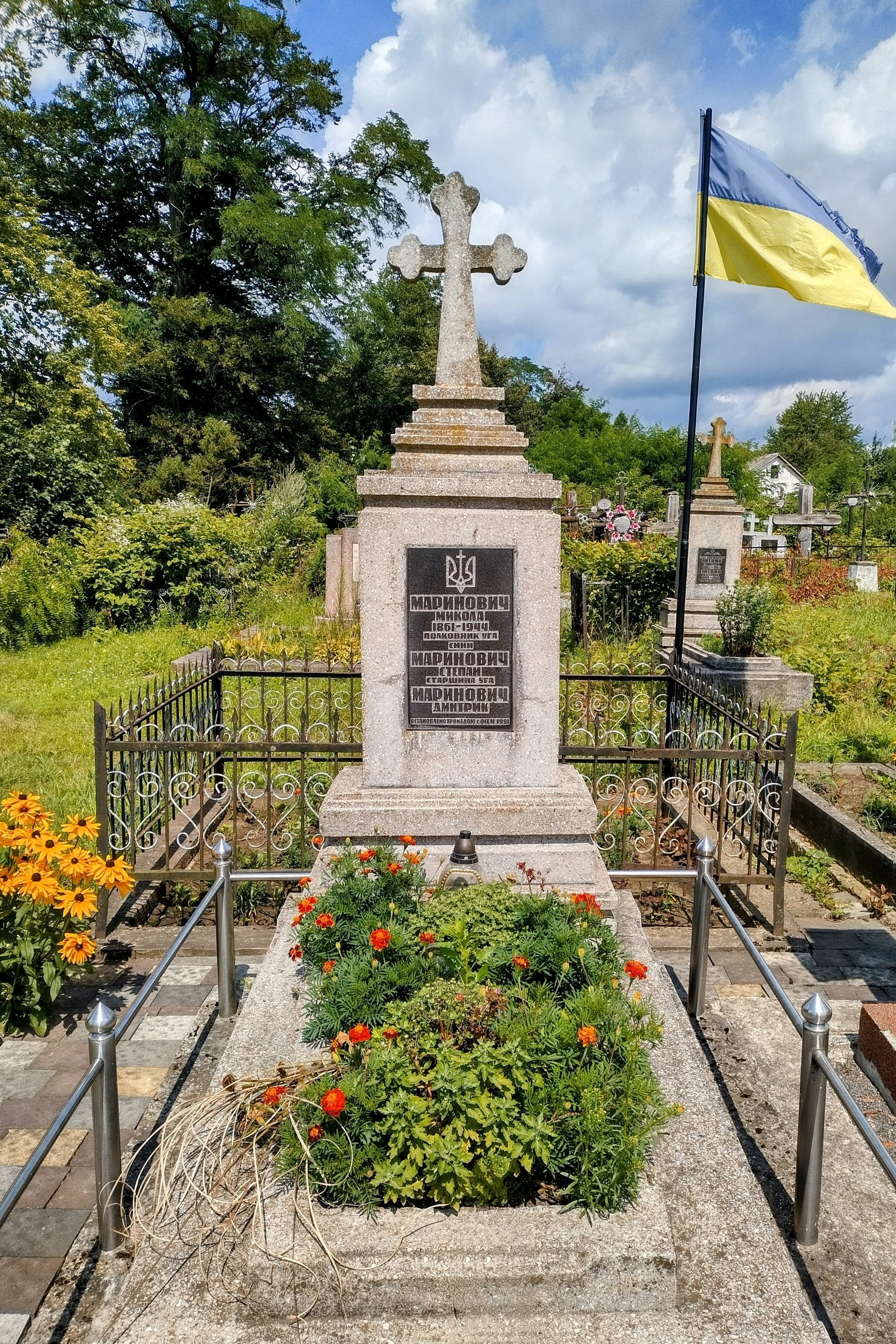
Могила полковника Миколи Мариновича в с. Оселя